# Up Nately
Up Nately är en by i civil parish Mapledurwell and Up Nately, i distriktet Basingstoke and Deane, i grevskapet Hampshire i England. Byn är belägen 6 km från Basingstoke. Up Nately var en civil parish fram till 1932 när blev den en del av Mapledurwell & Up Nately och Hook. Civil parish hade 128 invånare år 1931.